# Dielektrische Erwärmung
Dielektrische Erwärmung oder kapazitive Erwärmung ist eine Erwärmung eines nichtleitenden Werkstoffs durch elektromagnetische Wellen. Bei der verfahrenstechnischen Nutzung dieses Effekts wird die Energie bei sehr hoher Frequenz (im MHz- oder GHz-Bereich) mittels leistungsstarker Oszillatoren erzeugt und durch Funkwellen übertragen. Der zu erwärmende Werkstoff, das Dielektrikum, befindet sich zum Beispiel zwischen zwei Platten, die die Elektroden des Kondensators bilden. Ferner gibt es aber auch unerwünschte dielektrische Erwärmung, z. B. bei Benutzung eines Mobiltelefons, vgl. SAR-Wert. 

## Funktion

Die Permittivität von Wasser (20 °C) hängt schwach von der Temperatur, aber sehr stark von der Frequenz ab. Der Realanteil ist für die Kapazitätsberechnung eines Kondensators ausschlaggebend, der Imaginäranteil kennzeichnet die Energieabsorption.

Treffen elektromagnetische Wellen auf einen elektrisch leitfähigen Stoff wie Metall, werden auf seiner Oberfläche Ströme induziert, welche diese erwärmen. Die Eindringtiefe beträgt meist nur einige Mikrometer (siehe Skin-Effekt).
Bei Nichtleitern können keine Ströme fließen, aber bei manchen Werkstoffen können die Ladungsträger der Moleküle nur mit einiger Verzögerung den Richtungsänderungen des Hochfrequenzfeldes folgen, wodurch die innere Energie im Material und damit dessen Temperatur ansteigt. Die Eignung eines Stoffes zur dielektrischen Erwärmung lässt sich am Imaginärteil der komplexen Permittivität eines Materials bei vorgegebener Frequenz ablesen. Dieser ist bei manchen Materialien wie Keramik extrem gering, bei wasserhaltigen Stoffen sehr groß und frequenzabhängig.  
Mit zunehmender Materialdicke beschränkt sich die Erwärmung auf oberflächennahe Materialschichten, die das elektromagnetische Feld weitgehend absorbieren. So beträgt bei der Betriebsfrequenz 2,45 GHz eines Mikrowellenherdes die Eindringtiefe des Feldes in das Material nur einige Zentimeter. Würde (bei Wasser) die Frequenz auf etwa 20 GHz erhöht, würde die Strahlungsenergie bereits in den ersten Millimetern absorbiert werden, tiefer liegendes Material bliebe kalt. 
Die bei dielektrischer Erwärmung verwendeten Wellen sind keine Wärmestrahlung, weil die Temperatur des Senders nicht ausschlaggebend ist. Die noch höheren Frequenzen typischer Wärmestrahlung im Infrarotgebiet werden anders erzeugt und beim Auftreffen innerhalb der ersten Mikrometer absorbiert, sofern das Material in diesem Wellenlängenbereich nicht transparent wie beispielsweise Kochsalz ist.

## Einsatzgebiete
Vielfach werden kapazitive Erwärmungsanlagen für die Holzverleimung eingesetzt, da die Wärmeleistung direkt im Inneren des Holzes entsteht. Systeme auf Basis von Wärmeleitung wären bei dieser Anwendung ungeeignet, da Holz eine nur geringe Temperaturleitfähigkeit und Wärmeleitfähigkeit besitzt. Kapazitive Erwärmungsanlagen werden zur Trocknung von Holz, Lebensmitteln und ähnlichen Materialien eingesetzt.
Ein Spezialgebiet ist die Schädlingsbekämpfung z. B. in Holz oder Getreide. Dabei wird das infizierte Material mit hochfrequenten, elektromagnetischen Feldern erwärmt; da Schädlinge einen höheren Wassergehalt aufweisen als das zu schützende Material, werden sie stärker erwärmt und bei ausreichender Leistung überhitzt und abgetötet. Weitere Anwendungen sind:
- das Trocknen von Holz, Lebensmitteln oder anderen nicht leitenden Materialien,
- das Trocknen von Leimstellen (hauptsächlich bei der Holzverleimung),
- Entwesung von Schädlingen im Holz,
- Trocknung von mit Schadflüssigkeiten durchsetztem Erdreich,
- Mikrowellenöfen,
- Diathermie als medizinische Anwendung zur therapeutischen Erwärmung von Gewebe.

## Wärmeleistungseintrag in ein Materialvolumen
Die Verlustleistungsdichte p beträgt bei dielektrischer Erwärmung bezogen auf das Materialvolumen:
{\displaystyle p=\omega \cdot \varepsilon _{r}''\cdot \varepsilon _{0}\cdot E^{2}}
Darin sind ω die Kreisfrequenz, εr'' der Imaginärteil der komplexen relativen Permittivität, ε0 die Permittivität des Freiraums und E der Betrag der elektrischen Feldstärke (Effektivwert; wird der  Scheitelwert, das ist die Amplitude, eingesetzt, muss in der Gleichung der Faktor 1/2 ergänzt werden). Die mit der Verlustleistung verbundene dielektrische Erwärmung entspricht bei Integration über den Erwärmungszeitraum exakt der einem Materialvolumen mit elektromagnetischen Wellen zugeführten inneren Energie eines Materials, wie in der Thermodynamik beschrieben. Der Imaginärteil der komplexwertigen, relativen Permittivität ist ein Maß für Fähigkeit eines Dielektrikums, elektromagnetische Feldenergie bei Hochfrequenz in Wärmeenergie zu wandeln. Bei Stoffen oder Stoffgemischen, die zusätzlich eine elektrische Leitfähigkeit σ aufweisen gilt:
{\displaystyle p=(\sigma +\omega \cdot \varepsilon _{r}''\cdot \varepsilon _{0})\cdot E^{2}}.
Der Verlustleistungsdichteeintrag über die ohmschen Verluste erfolgt über die elektrische Leitfähigkeit σ. Dieser Anteil wird nicht der dielektrischen Erwärmung zugerechnet. Er ist von der Frequenz der elektromagnetischen Welle unabhängig; inwieweit er wirksam wird, hängt aber vom Skineffekt und dadurch mittelbar von der Materialgeometrie ab.

## Vorteile
- Beim industriellen Leimen können kurze Verleimungszeiten durch Unterstützung des Trocknungsvorgangs der Leimstelle erreicht werden, dadurch erreicht man ggf. eine hohe Produktionsgeschwindigkeit.
- Ein oft besserer Wirkungsgrad als bei konventionellen Erwärmungsarten, da die Wärme im Material selbst entsteht und nicht mittelbar dorthin befördert werden muss.

## Nachteile
bei großen Anlagen: 
- Geräteintern sind sehr hohe Spannungen erforderlich (ca. 2 bis 15 kV)
- hohe Anschaffungskosten